# Різдво на Нілі
«Різдво на Нілі» (італ. Natale sul Nilo) — італійський комедійний фільм, знятий режисером Нері Паренті у 2002 році.

## Сюжет
Генерал карабінерів Енріко Омброні — вдівець із 15-річною дочкою Лореллою, яка мріє стати танцюристкою та одруитися з футболістом. Військовик категорично проти цього, вирішує взяти її провести Різдво до Єгипту у супроводі довіреної колеги Салталакваглії, яка вже деякий час намагається заручити генерала з її сестрою Терезою, яку він визначає як «майже незаплямовану».
Тим часом адвокат Фабіо Чюлла має захищати себе у справі про своє розлучення, якого вимагає його дружина через його постійні зради (743 зради з різними жінками за 20 років). Дружина вкотре пробачає його, але повернувшись додому, застає його у ванні з жінкою, яку адвокат видає за сантехніка. Втомлена від цього, вона вирішує виїхати до Єгипту з сином, але адвокат слідує за ними, щоб знову зрадити дружину.
Під час круїзу син Фабіо Чюлли представляє свою нову дівчину Паолу, яка, на жаль, є останньою коханою його батька. Через ескападу, яка сталася напередодні ввечері, після того, як його дружина відмовилася просити вибачення, Чюлла проведе всю відпустку, приховуючи все від родини. Згодом карабінер Омброні й адвокат Чюлла через непорозуміння познайомляться і переживуть чимало неприємностей.
Крім того, є Макс і Бруно, два брати, які заволоділи двома стародавніми магічними перснями, один з них надає щастя, а інший — нещастя, з наміром віддати їх своїй матері. Коли буде виявлено, що ці каблучки, якщо їх не повернути до піраміди, з якої вони були вкрадені напередодні Нового року, можуть стати причиною смерті власників, вони вирушать у сміливу подорож пустелею, щоб повернути персні. Зрештою Максу та Бруно вдається повернути персні, залишаючись живими та спростувавши пророцтво. Крім того, в аеропорту Бруно знаходить дивний кулон, який насправді є чарівним, і коли він одягає його, навіть не усвідомлюючи цього, перетворюється на одногорбого верблюда.
Нарешті Лореллі вдається втілити свою мрію стати танцюристкою, тому що Енріко, коли вона відмовляється від своєї мрії, згадує, що коли вона була малою, вона була частиною першої формації Pooh як барабанщиця, але її батько не дав їй можливість продовжити кар’єру, вважаючи це марною тратою часу. Зараз він у тій же ситуації й не хоче, щоб його дочка здалася з розбитим серцем, як це сталося з ним.
Потім генерал Омброні одружується з сестрою свого колеги Сальталакваглія, а адвокату Фабіо Чюллі вдається повернути дружину, яка має ідею дозволити йому розпочати кар’єру «розлучника», чия клієнтура складатиметься з одружених чоловіків, які хочуть позбутися дружини з розлученням через провину. Фабіо, будучи непереборним, використовує хитрість спокусити чергову одружену жінку за кілька моментів і відповідно до домовленостей укладених раніше, за що отримує щедру оплату.
Таким чином дружина завжди знає, де він знаходиться, і він не має часу їй зраджувати; крім того, Фабіо не любить цю роботу, тому що все він його дружина і, нарешті, її чоловік вірний їй: остаточне непорозуміння змусить Чюллу мати більше справ з Омброні.

## Цікаві факти
У фільмі «З Різдвом», знятому роком раніше, і у фільмі «Різдво в Індії», знятому роком пізніше, деякі герої змінюють свої прізвища, але завжди мають однакові імена: Болді його ім'я завжди Енріко, Де Сіка — завжди Фабіо, а Макс і Бруно — завжди Макс і Бруно (останнє також імена дуету акторів-інтерпретаторів).

## У ролях
- Крістіан Де Сіка — Фабіо Чюлла
- Масімо Больді — Енрісо Омброні / свій батько
- Біаджо Іццо — Дженнаро Сальталакуалья
- Енцо Сальві — Оскар Туфелло / Альберто Саккані
- Паоло Контичині — капітан корабля
- Макс Кавалларі — Макс
- Бруно Арена — Бруно
- Лукреція Піаджо — Лорелла Омброні